# Chabertia
Chabertia är ett släkte av tvåhjärtbladiga växter. Enligt Catalogue of Life ingår Chabertia i familjen Rosaceae, men enligt Dyntaxa är tillhörigheten istället familjen Strongylidae.

## Dottertaxa tillChabertia, i alfabetisk ordning[1][2]
- Chabertia acanthocarpa
- Chabertia adriatica
- Chabertia agrestis
- Chabertia benearnensis
- Chabertia cladophora
- Chabertia croatica
- Chabertia dalmatica
- Chabertia dicranodendron
- Chabertia discedens
- Chabertia elegans
- Chabertia elongatula
- Chabertia freynii
- Chabertia grandicorona
- Chabertia haussmanniana
- Chabertia hispidula
- Chabertia hungarica
- Chabertia impolita
- Chabertia istriaca
- Chabertia lageniformis
- Chabertia lemanii
- Chabertia leptoclada
- Chabertia micrantha
- Chabertia occidentalis
- Chabertia ovina
- Chabertia panicicii
- Chabertia pannonica
- Chabertia rotundifolia
- Chabertia rubiginosa
- Chabertia sarcostephana
- Chabertia scleroacantha
- Chabertia sepium
- Chabertia serbica
- Chabertia tommasiniana
- Chabertia trenescenensis
- Chabertia umbellata
- Chabertia vasconica
- Chabertia virgultorum